# J. Walter Christie
John Walter Christie (River Edge, 6 maggio 1865 – Falls Church, 11 gennaio 1944) è stato un inventore e ingegnere statunitense.
Le prime realizzazioni dell'inventore J.W.Christie, risalgono al 1915-16, non riguardavano propriamente i carri armati, ma i cannoni semoventi. Questa prima esperienza fu un insuccesso. Tuttavia non si scoraggiò, l'anno successivo mise in cantiere un nuovo modello che fu ordinato in 4 esemplari era il mark VI, questo fu il capostipite di tutti i veicoli, poteva raggiungere i 26 km/orari. Visto lo scarso interesse dell'esercito statunitense verso i suoi semoventi, decise nel 1919 di dedicarsi alla costruzione di un carro armato. Gliene fu commissionato un prototipo, che sul campo prove di Aberdeen nel novembre dello stesso anno si dimostrò meccanicamente inferiore al semovente sul cui scafo si basava. L'idea di base di Christie era che le ruote portanti dei suoi carri erano in grado, una volta eliminati i cingoli di viaggiare su strada a velocità molto elevate. Il carro fu presentato il 4 ottobre del 1930 fu presentato agli allora maggiore Patton e al tenente colonnello Chaffee, il carro raggiunse su strada (su ruote) la velocità di 112 km/ora e ben 48 km/ora su cingoli. La commissione richiese l'immediata adozione. Questo sistema (ruote di grande diametro) che svolgevano la doppia funzione di ruota portante e di rinvio fu adottata per molto tempo dai carri russi, come ad esempio il T-34 usato durante la seconda guerra mondiale, anche la cecoslovacca Škoda aveva un carro con sistema Christie, gli inglesi avevano il carro Crusader III che utilizzava il sistema Christie. Poi questo sistema è stato praticamente abbandonato.